# チャールズ・レノックス (第2代リッチモンド公爵)

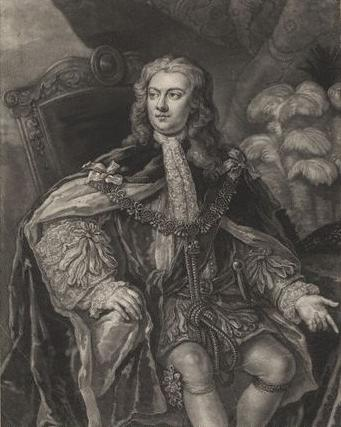
第2代リッチモンド公

第2代リッチモンド公爵チャールズ・レノックス（英: Charles Lennox, 2nd Duke of Richmond, KG, KB, PC, FRS、1701年5月18日 - 1750年8月8日）は、イギリスの政治家、貴族。

## 経歴
1701年5月18日、初代リッチモンド公爵チャールズ・レノックスとその妻アン（ブルデネル卿フランシス・ブルデネルの娘）の唯一の男子としてサセックス州グッドウッド・ハウスに生まれる。
王立近衛騎馬連隊に入隊した。軍では少将まで昇進した。
1722年から1723年にかけてはチチェスター選挙区から選出されて庶民院議員を務める。1723年5月27日に第2代リッチモンド公爵位を継承した。
1724年2月には王立協会フェローとなる。同年から1725年にかけてフリーメイソンのイングランド・首位グランドロッジのグランドマスターに就任した。フランスでのフリーメイソン活動の支援に尽力した。
1726年から1735年まで寝室侍従長を務めた。1735年から1750年まで主馬頭を務めた。1735年に枢密顧問官に列する。
1739年に創設された捨子養育院の初代総裁の1人だった。
1750年には王立近衛騎馬連隊の名誉連隊長に就任。王立協会や考古協会との関係が深く、晩年には考古学協会の会長を務めた。所領の一角に動物を収集し、動物園を無料公開した。
1750年8月8日にサリー州・ゴダルマイングで死去した。爵位は生存している最年長男子のチャールズ・レノックスが継承した。

## 栄典

### 爵位
- 1723年5月27日、第2代リッチモンド公爵（1675年創設イングランド貴族爵位）
- 1723年5月27日、第2代レノックス公爵（1675年創設スコットランド貴族爵位）
- 1723年5月27日、第2代オービニー公爵（フランス語版）（1684年創設フランス貴族爵位）
- 1723年5月27日、第2代マーチ伯爵（1675年創設イングランド貴族爵位）
- 1723年5月27日、第2代ダーンリー伯爵（1675年創設スコットランド貴族爵位）
- 1723年5月27日、第2代セトリントン男爵（1675年創設イングランド貴族爵位）
- 1723年5月27日、第2代トーボールトン卿（1675年創設スコットランド貴族爵位）[2]

### 勲章
- 1725年、バス勲章ナイト（KB）
- 1726年、ガーター勲章ナイト（KG）[2]

## 家族
1719年に初代カドガン伯爵ウィリアム・カドガンの娘サラと結婚し、彼女との間に12子を儲けた。この結婚は彼らの両親のギャンブルの掛け金の相殺で決まったものだった。
- 第1子（長女）ジョージアナ・キャロライン・レノックス（1723年 - 1774年） - 初代ホランド男爵ヘンリー・ホランドと結婚。
- 第2子（長男）チャールズ・レノックス（1724年） - マーチ伯爵（儀礼称号）。早世
- 第3子（次女）ルイーザ・マーガレット・レノックス（1725年 - 1728年） - 早世
- 第4子（三女）アン・レノックス（1726年 - 1727年） - 早世
- 第5子（次男）チャールズ・レノックス（1730年） - マーチ伯爵（儀礼称号）。早世
- 第6子（四女）エミリア・メアリー・レノックス（英語版）（1731年 - 1814年） - 初代リンスター公爵ジェイムズ・フィッツジェラルド、ついでウィリアム・オギルヴィと結婚
- 第7子（三男）チャールズ・レノックス（1735年 - 1806年） - 第3代リッチモンド公爵位を継承。
- 第8子（四男）ジョージ・レノックス（英語版）（1737年 - 1805年） - 陸軍軍人
- 第9子（五女）マーガレット・レノックス（1739年 - 1741年） - 早世
- 第10子（六女）ルイーザ・オーガスタ・レノックス（英語版）（1743年 - 1821年） - トマス・コノリーと結婚。
- 第11子（七女）サラ・レノックス（英語版）（1745年 - 1826年） - 第6代準男爵チャールズ・バンバリーと結婚
- 第12子（八女）セシリア・レノックス（1750年 - 1769年）[5]